# Mörttjärnen (Arjeplogs socken, Lappland)
Mörttjärnen är en sjö i Arjeplogs kommun i Lappland och ingår i Skellefteälvens huvudavrinningsområde. Sjön har en area på 0,114 kvadratkilometer och ligger 419 meter över havet.

## Delavrinningsområde
Mörttjärnen ingår i det delavrinningsområde (728553-160690) som SMHI kallar för Inloppet i Naustajaure. Medelhöjden är 428 meter över havet och ytan är 4,73 kvadratkilometer. Räknas de 354 avrinningsområdena uppströms in blir den ackumulerade arean 6 319 kvadratkilometer. Avrinningsområdets utflöde Skellefteälven mynnar i havet. Avrinningsområdet består mestadels av skog (65 procent) och sankmarker (22 procent). Avrinningsområdet har 0,48 kvadratkilometer vattenytor vilket ger det en sjöprocent på 10,1 procent.